# 東京都立小笠原高等学校
東京都立小笠原高等学校（とうきょうとりつ おがさわらこうとうがっこう）は、東京都小笠原村父島字清瀬にある都立高等学校。全校生徒は46人である（平成31年4月現在）。

## 解説
世界自然遺産である小笠原に位置する高校であることを活かし、環境省・林野庁などと連携した自然保護活動や、東京都教育委員会指定の理数研究校として外来種の侵入状況の調査を行ったり、また体育の授業でウィンドサーフィンに取り組むなど、特色ある教育を行っている。
校舎は高台にあり、清瀬地区の津波避難先に指定されている。照明設備付きのグラウンドや図書室などの学校施設は一般にも開放されており、地域の催し物の会場となることもある。
村外からも出願可能だが、その場合は保護者とともに村内に転居するか、身元保証人となる6親等以内の村内在住親族と同居が必要という条件がある。村内の母島出身の生徒向けに、専用の学生寮「ぎんねむ寮」が用意されている。
大学入学共通テスト（旧大学入試センター試験）は村内では行われないため、本校からの受験生は本土の試験会場まで行かなければならない。小笠原と本土を結ぶ唯一の交通機関である「おがさわら丸」は片道24時間かかり、また通常週1往復の運航であるため、受験のために9泊10日の日程が必要となる。かつては、毎年の受験シーズンと「おがさわら丸」のドック入りによる運休期間が重なっていたため、最長で28泊29日の日程になった年もあった。

## 歴史
太平洋戦争後のアメリカ軍統治時代、小笠原諸島の唯一の教育機関は、米軍子弟のために設立されたラドフォード提督初等学校であった。同校は島民子弟の教育もあわせて行っていたが、この学校は9年制（1965年までは7年制）であり、初等中等教育のみの提供であったため、卒業後に高校進学を希望する生徒は、小笠原を離れてグアムの高校に進学する必要があった。
1968年6月の小笠原諸島返還に先立って日本政府と東京都が現地調査団を派遣した際、島民が高校設置を強く要望した結果、父島に全日制普通科の高等学校を設置することになった。1969年1月1日には東京都庁第1庁舎内に東京都立小笠原高等学校開設準備室がおかれ、東京都教育委員会は犬飼基義を初代校長に任命した。設置場所は奥村にある旭山の山腹が適地とされ、用地造成に困難を極めながらも4月23日にはプレハブ仮設校舎の大部分の建設が完了。4月24日、東京都立小笠原高等学校を開校した。入学した生徒は、3年生と2年生がグアムの高校からの転校生、1年生13名のうち5名がラドフォード提督学校卒業、8名が小笠原村立小笠原中学校の卒業生だった。
- 1969年4月24日：小笠原高等学校設立[9]
- 1969年6月25日：東京都知事美濃部亮吉による視察
- 1987年4月1日：現在地に移転[9]
- 1994年2月13日：天皇・皇后来校[9]
- 2013年5月24日：武道場棟が完成[9]
- 2019年3月6日：開校50周年記念式典挙行[9]

## 学科
- 全日制[1]
  - 普通科[1]

## 部活動
部活動加入率は100%を超えており、ほとんどの生徒が2つ以上の部活動に加入している。
体育系
- チアリーディング部
- バスケットボール部
- バドミントン部
- 硬式テニス部
- 応援部
- バレーボール同好会
- 野球同好会
- フットボール同好会

文化系
- 音楽部
- 写真部
- イラスト部
- 自然保護研究会

## 行事
6月に文化祭「ビーデ祭」が開かれる。運動会は10月に小笠原小学校・小笠原中学校と共催で行われる。そのほかウィンドサーフィン大会や、兄島での野外活動などが実施される。

## アクセス
- 二見港より徒歩10分[4]